# Yūto Ōsawa
Yūto Ōsawa (jap. 大澤 勇斗, Ōsawa Yūto; * 3. Oktober 1993 in Tomakomai, Hokkaidō) ist ein japanischer Eishockeyspieler, der seit 2023 bei den Yokohama Grits aus der Asia League Ice Hockey unter Vertrag steht.

## Karriere
Yūto Ōsawa begann seine Karriere als Eishockeyspieler bei Nachwuchsmannschaften in seiner Heimatstadt Tomakomai. 2012 ging er für ein Jahr nach Schweden, wo er für den Mora IK vorwiegend in der höchsten Juniorenliga, der J20 SuperElit aktiv war. Er wurde aber auch vereinzelt im Profiteam, das in der HockeyAllsvenskan spielt, eingesetzt. Anschließend kehrte der Stürmer nach Japan zurück und spielte drei Jahre für die Ōji Eagles in der Asia League Ice Hockey. 2016 wechselte er in die Vereinigten Staaten und spielte eineinhalb Jahre für verschiedene Teams der Federal Hockey League. Im Februar 2018 ging er erneut nach Schweden, wo er die Spielzeit beim Olofströms IK in der Hockeytvåan, der vierthöchsten Spielklasse des Landes, beendete. Nach einem Jahr bei Muik Hockey aus er finnischen Suomi-sarja kehrte er zu den Ōji Eagles in ie Asia League Ice Hockey zurück. 2023 wechselte er zum Ligakonkurrenten Yokohama Grits.

### International
Für Japan nahm Ōsawa bereits an den U18-Weltmeisterschaften 2009 und 2010 teil. Bei der U20-Weltmeisterschaft 2013 gelang ihm als Kapitän seines Teams mit den Japanern beim Division-II-Turnier in Brașov nach dem Abstieg im Jahr zuvor die Rückkehr in die Division I. Er selbst trug dazu als bester Spieler seiner Mannschaft mit der besten Bullybilanz des Turniers maßgeblich bei.
Sein Debüt in der Herren-Nationalmannschaft gab Ōsawa bei der Weltmeisterschaft 2013, bei der seine Mannschaft in der Gruppe A der Division I antrat. Auch 2014 und 2015, als er jeweils die beste Bullybilanz des Turniers aufwies, sowie 2016, 2022 und 2023 spielte er in der Division I. Dabei erreichte er 2014 und 2015 jeweils die beste Bullybilanz des Turniers. Zudem vertrat er seine Farben bei den Qualifikationsturnieren für die Olympischen Winterspiele in Pyeongchang 2018, in Peking 2022 und in Mailand 2026.

## Erfolge und Auszeichnungen
- 2013 Aufstieg in die Division I, Gruppe B, bei der U20-Weltmeisterschaft der Division II, Gruppe A
- 2023 Aufstieg in die Division I, Gruppe A, bei der Weltmeisterschaft der Division I, Gruppe B

## Asia-League-Statistik
(Stand: Ende der Saison 2022/23)